# تحطم مروحية زد-9 للقوات الجوية الغانية 2025
في 6 أغسطس/آب 2025، تحطمت مروحية من طراز هاربين زد-9 تابعة لسلاح الجو الغاني، كانت تقل ثمانية أشخاص لحضور فعالية حول مكافحة التعدين غير القانوني، على سفح جبل غابات في منطقة أشانتي بغانا، مما أسفر عن مقتل جميع من كانوا على متنها. وكان من بين القتلى وزير الدفاع الغاني إدوارد أومان بواماه ووزير البيئة إبراهيم مرتضى محمد.

## الخلفية

### الطائرة
كانت الطائرة المتورطة في الحادث مروحية عسكرية من طراز هاربين زد-9 إي إتش، وهي منصة بحرية صينية الصنع معروفة بتعدد استخداماتها وأدائها المتين. تُعد Z-9EH نسخة متخصصة من مروحية زد-9، وهي بدورها نسخة مرخصة صينيًا من مروحية يوروكوبتر أيه إس 365 دوفين الفرنسية. تُستخدم هذه المروحية أساسًا في بحرية جيش التحرير الشعبي وقوات أخرى في الحرب ضد الغواصات، وعمليات مكافحة السفن، ومهام البحث والإنقاذ.

### الركاب وأفراد الطاقم
أُعلن أن الركاب كانوا وزير الدفاع إدوارد أومان بواما، ووزير البيئة إبراهيم مرتضى محمد، ونائب منسق الأمن الوطني بالإنابة ليمونا محمد منيرو ، ونائب رئيس حزب المؤتمر الوطني الديمقراطي الحاكم صمويل ساربونج، والمرشح البرلماني السابق صمويل أبواجي، وقائد السرب بيتر بافيمي أنالا، والضابط الجوي تووم أمبادو، والرقيب إرنست أدو مينساه.

## التحطم
وفق ما أعلنت القوات المسلحة الغانية، فإن المروحية أقلعت من مطار كوتوكا الدولي في أكرا في الساعة 9:12 صباحًا، متجهة إلى شمال الغرب إلى الداخل نحو منطقة تعدين الذهب لحضور حدث حول معالجة التعدين غير القانوني في منتزه أوبواسي بلاك في أوبواسي، منطقة أشانتي، عندما اختفت عن الرادار. عُثر على حطام المروحية لاحقًا، حيث احترق جميع الضحايا لدرجة يصعب التعرف عليهم في حريق ما بعد الحادث.  كان من المقرر في الأصل أن يحضر الرئيس جون ماهاما الحدث، لكنه بدلًا من ذلك فوّض الوزراء لتمثيله بسبب مناسبة متزامنة.
أظهرت لقطات من موقع التحطم حطامًا مشتعلًا في غابة بينما تجمع الناس حولها للمساعدة. كان الحادث أحد أسوأ الكوارث الجوية في غانا منذ أكثر من عقد من الزمان.

## العواقب
نُقلت رفات الضحايا إلى أكرا. ونُقلت عينات جوًّا إلى جنوب أفريقيا لتحليل الحمض النووي للمساعدة في تحديد هوياتهم. أُجِّل دفن الضحايا المسلمين في الحادث، الذي كان مقررًا في 7 أغسطس/آب، بسبب إجراءات تحديد الهوية.

## التحقيق
صرحت القوات المسلحة الغانية بأن التحقيق جارٍ. وأكدت دائرة الإطفاء والإنقاذ الوطنية الغانية أنها ستحقق في الحادث بالتعاون مع وكالات أمنية أخرى. وقد عثر فريق من المحققين على مسجل بيانات رحلة المروحية بعد يوم من الحادث.

## ردود الفعل

### في غانا
أعرب برلمان غانا عن حزنه العميق إزاء الحادث وتعهد بالتضامن مع الأمة في الحداد.
ووصف رئيس أركان الرئاسة جوليوس ديبرا الحادث بأنه "مأساة وطنية"، وأعلن أن الأعلام ستُرفع في نصف الصاري حتى إشعار آخر، وقاد وفدًا حكوميًا لاستقبال رفات الضحايا.
أوقف الرئيس جون ماهاما جميع الأنشطة وأعلن الحداد الوطني لمدة ثلاثة أيام. كما زار نائب الرئيس جين نانا أوبوكو أجيمانج ومسؤولون كبار آخرون عائلات الضحايا.
ووصف الحزب الوطني الديمقراطي الحادث بأنه خسارة لا يمكن تعويضها للحزب وأعرب عن "أعمق تعازيه القلبية لأسر الضحايا والقوات المسلحة الغانية وشعب غانا".

### دوليًّا
أعربت العديد من البلدان والمنظمات الدولية عن تعازيها، بما في ذلك المملكة المتحدة، وسيراليون، وغامبيا ونيجيريا والبنك الأفريقي للتنمية، والأمم المتحدة، والمجموعة الاقتصادية لدول غرب أفريقيا، والاتحاد الأفريقي، ومنظمة التجارة العالمية، وألمانيا، وكينيا، وناميبيا، ومصر، وإيطاليا، والكرسي الرسولي.